# The Varangian Way
The Varangian Way är det finska folk metal- och viking metal-bandet Turisas andra album. Det släpptes den 18 juni 2007 i största delen av Europa, men hade dessförinnan redan släppts i Storbritannien och Finland.

## Spårlista
1. "To Holmgard and Beyond" – 5:17
2. "A Portage to the Unknown" – 4:50
3. "Cursed Be Iron" – 5:03
4. "Fields of Gold" – 4:34
5. "In the Court of Jarisleif" – 3:17
6. "Five Hundred and One" – 6:18
7. "The Dnieper Rapids" – 5:20
8. "Miklagard Overture" – 8:18

Bonusspår
1. "Rasputin" – 3:51
2. "To Holmgard and beyond" – 3:27